# Bo Stadium
Bo Stadium – to nowo wybudowany wielofunkcyjny stadion znajdujący się w Bo w Sierra Leone. Stadion ma wszystkie miejsca siedzące o pojemności 25 000 osób, co czyni go drugim co do wielkości stadionem w Sierra Leone po stadionie narodowym we Freetown. Stadion został zaplanowany i zbudowany przez chińskich wykonawców. Jest głównie używany do meczów piłki nożnej i jest stadionem klubów Bo Rangers i Nepean Stars Sierra Leone Premier League.